# Twillingate
Twillingate, (anciennement Toulinguet), est une municipalité, située sur l'île de Terre-Neuve, dans la province de Terre-Neuve-et-Labrador, au Canada. 

## Géographie
La localité de Twillingate est située de part et d'autre du chenal qui sépare les deux îles de Toulinguet. Elle est une des principales localités donnant sur la baie Notre-Dame.
Lors du recensement de la population de 2016, la ville de Twillingate comptait 2196 habitants.

## Histoire
La ville de Twillingate porte le nom anglicisé de Toulinguet. Le nom de Toulinguet fut donné par les marins-pêcheurs bretons, lors des campagnes de pêches à la morue et aux baleines, en raison du paysage de ce littoral qui leur rappelait celui de la pointe du Toulinguet en Bretagne.
La principale route conduisant au centre-ville de Twillingate porte le nom de Toulinguet Road.
L'histoire de la ville est étroitement liée à celle de la pêche. Chaque année se déroule, en juillet, le Fish, Fun and Folk Festival.

## Municipalités limitrophes